# História da síndrome de Asperger
A Síndrome de Asperger (SA), um transtorno do espectro autista, é um diagnóstico relativamente novo no campo do autismo. A síndrome foi nomeada em homenagem a Hans Asperger (1906-1980), um psiquiatra e pediatra austríaco. Lorna Wing, psiquiatra britânica, popularizou o termo "Síndrome de Asperger" em uma publicação de 1981. O primeiro livro sobre a Asperger em inglês foi escrito por Uta Frith, em 1991, e durante esta década a condição foi oficialmente incluída em manuais diagnósticos.

## Descoberta
Asperger era o diretor da Clínica da Criança da Universidade de Viena, passando a maior parte de sua vida profissional na cidade, publicando a maior parte de seus estudos em alemão. Quando criança, o profissional parece ter exibido algumas características da própria condição que leva seu nome, como o distanciamento social e formalidade linguística. Fotografias tiradas durante seu expediente mostram que ele tinha um rosto franco e sincero com um olhar intenso. Em 1944, Asperger descreveu em seu estudo intitulado "psicopatia autista na infância" quatro crianças que no dia a dia demonstravam dificuldade para se socializar. Embora a inteligência de cada um era normal, não tinham habilidade de entender a comunicação não-verbal, nem demonstrar empatia com os seus pares. Além de serem desajeitados, a fala era desarticulada ou excessivamente formal, mantendo conversas concentradas em torno de um assunto no qual se interessavam profundamente. Asperger a intitulou como uma "psicopatia autista" e destacou o isolamento social como sua principal característica. Hans também costumava chamar seus pacientes de "pequenos professores", e acreditava que algum deles, mais tarde seria capaz de ter conquistas através de ideias originais. Mesmo num contexto de eugenia nazista, com a política de esterilização e matança de deficientes e indivíduos que fugiam da hegemonia social, Asperger apaixonadamente defendeu a importância dos autistas na sociedade, afirmando que tais indivíduos possuem seu espaço na comunidade, cumprindo seus papéis com competência, de forma independente, em contraste aos problemas apresentados na infância que, ao longo da vida foram superados.

## Relação com os estudos de Kanner
Dois subtipos de autismo foram descritos entre 1943 e 1944 por dois pesquisadores austríacos que traçaram características da Síndrome de Asperger. Assim como Hans, Leo Kanner (1894-1981) também era pediatra. Kanner emigrou para os Estados Unidos em 1924; e em 1943 descreveu uma síndrome, intitulada como "autismo clássico" ou "autismo kannerianiano", caracterizada por deficiências significativas na cognição e comunicação. As descrições de Kanner foram influenciadas pela abordagem de desenvolvimento de Arnold Gesell, enquanto Hans foi influenciado pelos estudos a respeito da esquizofrenia e dos transtornos de personalidade. A referência de Asperger foi a tipologia de Eugen Bleuler, na qual Christopher Gillberg considerou dissonante dos manuais de diagnóstico, acrescentando que as descrições do pediatra eram "penetrantes, mas não suficientemente sistemáticas". Asperger não conhecia os estudos de Kanner, principalmente pelo contexto de guerra da época, no qual contribuiu para que os trabalhos de Hans Asperger permanecessem desconhecidos para parte do mundo durante um bom tempo.

## Termo
De acordo com Ishikawa e Ichihashi no Japanese Journal of Clinical Medicine, o primeiro autor a usar o termo Síndrome de Asperger na literatura inglesa foi o médico alemão Gerhard Bosch. Entre 1951 e 1962, Bosch trabalhou como psiquiatra na Universidade de Frankfurt. Em 1962, publicou uma monografia baseada em cinco casos de indivíduos portadores do transtorno global do desenvolvimento, que foi traduzida para o inglês oito anos depois, tornando-se um dos primeiros médicos alemães a pesquisar e estudar o autismo, atraindo a atenção da população mundial acerca do tema.
Lorna Wing é amplamente considerada a responsável por popularizar o termo "Síndrome de Asperger" na comunidade médica britânica através de sua publicação em 1981 de uma série de estudos sobre crianças com sintomas semelhantes. Wing também a incluiu como parte do espectro autista, embora a associação com o autismo causava o desconforto dos pacientes, que desistiam do tratamento. Assim, também acabou escolhendo "Síndrome de Asperger" como um termo neutro para evitar a associação incorreta entre o termo "psicopatia autista" com a sociopatia. A publicação de Lorna efetivamente introduziu o diagnóstico da condição na psiquiatria americana, rebatizando-a de Asperger. No entanto, seus estudos contém distinções com o trabalho de Kanner, principalmente no que se refere à questão do atraso na linguagem.

## Primeiros estudos
Os primeiros estudos sistemáticos surgiram no final da década de 1980, através de publicações por Tantam (1988), no Reino Unido, Gillberg e Gilbert na Suécia (1989), e Szatmari, Bartolucci e Bremmer (1989) na América do Norte. Os critérios para o diagnóstico da SA foram determinados por Gillberg e Gillberg em 1989, embora Szatmari também tenha delineados alguns no mesmo ano. O trabalho de Hans Asperger tornou-se mais amplamente disponível em inglês, quando Uta Frith, uma pesquisadora do autismo de Kannerian, traduziu seu artigo original em 1991. A SA tornou-se oficialmente um diagnóstico em 1992, quando foi inclusa no CID-10. Em 1994, foi adicionada à quarta edição do Manual Diagnóstico e Estatístico de Transtornos Mentais (DSM-IV), como Síndrome de Asperger.

## Atualmente
Cerca de duas décadas depois da adesão da Síndrome de Asperger como diagnóstico formal, existem muitos livros, artigos e sites descrevendo-a; a prevalência de casos no transtorno global do desenvolvimento tem aumentado bastante, com a SA sendo reconhecida como um subgrupo importante do autismo. No entanto, ainda existem questões controversas a respeito de muitos aspectos da Asperger; sua diferença em relação ao autismo de alto funcionamento, por exemplo é uma delas. Ainda há pouco consenso entre os pesquisadores sobre o uso do termo "Síndrome de Asperger", seu diagnóstico e a validação empírica do DSM-IV e CID-10. É provável que a definição da condição irá mudar à medida que surgirem novos estudos.
Há incertezas a respeito das diferenças de gênero em relação à SA. Um indivíduo com Asperger geralmente é descrito com características masculinas de distanciamento e falta de empatia, sendo que mais casos são encontrados em homens do que em mulheres. A maioria dos estudos sobre a Síndrome foram feitas com indivíduos do sexo masculino, negligenciando uma atenção específica à mulheres portadoras, muitas das vezes não diagnosticadas. Desta forma, estudos da condição com mulheres se tornam objetos de grande curiosidade.

## Mudanças no DSM-V
Uma das mudanças no DSM-5, divulgado em maio de 2013, eliminou a Síndrome de Asperger como um diagnóstico separado, e incluiu-a no espectro autista. Assim, o transtorno global do desenvolvimento tornou-se uma escala de casos que variam de grave, moderado a leve, com base na apresentação clínica.